# Seznam měst a obcí na pomezí Moravy a Slezska
Úplný seznam měst a obcí, jejichž katastrální území leží na moravsko-slezské hranici nebo se skládá z více izolovaných částí, ležících v obou zemích (nezapočítány bývalé enklávy):
- Baška
- Bernartice nad Odrou
- město Bruntál
- město Budišov nad Budišovkou
- Březová
- město Fulnek
- město Frýdek-Místek
- město Frýdlant nad Ostravicí
- Jakartovice
- Kružberk
- Leskovec nad Moravicí
- Malá Morávka
- Mankovice
- Mezina
- Moravskoslezský Kočov
- město Odry
- statutární město Ostrava
- Ostravice
- Ostružná
- město Paskov
- Staré Hamry
- město Studénka
- městys Suchdol nad Odrou
- Řepiště
- Svatoňovice
- Sviadnov
- Větřkovice
- město Vítkov
- město Vratimov
- Vražné
- Vrchy
- Žabeň

Úplný seznam měst a obcí, jejichž katastr leží současně na území Slezska a moravských enkláv ve Slezsku:
- Jakartovice (část obce leží i na území, které bylo až do roku 1928 ve správě moravských úřadů)
- Jezdkovice
- město Město Albrechtice (část a katastrální území Piskořov bylo součástí Moravských enkláv ve Slezsku)
- město Bílovec (část Ohrada byla součástí Moravských enkláv ve Slezsku)
- městys Litultovice (s výjimkou Choltic byl katastr součástí Moravských enkláv ve Slezsku)
- Neplachovice
- statutární město Opava (4 městské čtvrtě (Jaktař, Kravařov, Vlaštovičky, Suché Lazce) byly součástí tzv. Moravských enkláv ve Slezsku)
- Petrovice
- Štáblovice (katastrální území Štáblovice bylo součástí Moravských enkláv ve Slezsku)
- Štítina (součástí Moravských enkláv byl pouze zaniklý meandr vedlejšího ramene řeky Opavy na jihu parcely číslo 459/1)
- Tísek (součástí Moravských enkláv byla část Karlovice)
- Třemešná (katastrální území a část Třemešná byla součástí Moravských enkláv ve Slezsku)
- Zlaté Hory (východní polovina lesní cesty, vedoucí podél hranice s k. ú. Petrovice ve Slezsku, dříve náležela ke k. ú. Petrovice ve Slezsku a tedy k Moravským enklávám ve Slezsku)